# 奥田尚佳
奥田 尚佳（おくだ ひさよし、1967年〈昭和42年〉9月21日 - ）は、日本の政治家。元三重県尾鷲市長（1期）。元尾鷲市議会議員（4期）。

## 来歴
名古屋大学経済学部卒。公認会計士、税理士の資格を取得し、2004年の尾鷲市議会議員補欠選挙で当選。2006年に再選。

### 2008年尾鷲市長選挙
2008年尾鷲市長選挙に立候補し現職の伊藤允久を243票差で破って当選した。
※当日有権者数：18,642人 最終投票率：68.83%（前回比：-pts）
| 候補者名 | 年齢 | 所属党派 | 新旧別 | 得票数  | 得票率 | 推薦・支持 |
| -------- | ---- | -------- | ------ | ------- | ------ | ---------- |
| 奥田尚佳 | 40   | 無所属   | 新     | 6,470票 | 51.0%  | -          |
| 伊藤允久 | 56   | 無所属   | 現     | 6,227票 | 49.0%  | -          |

### 2009年尾鷲市長選挙
2009年市長当選後も税理士の業務を行っていたことが発覚。奥田は税理士法違反で略式起訴され、罰金刑を受けた。同年4月尾鷲市議会は奥田に対し、市長不信任決議案を提出。可決されたため、奥田は市議会を解散。市議選が行われた。選挙後の6月19日、市議会は再度不信任決議を可決し、奥田は失職した。失職後に行われた市長選挙にも立候補したが、岩田昭人に敗れた。
※当日有権者数：18,197人 最終投票率：77.39%（前回比：+8.56pts）
| 候補者名 | 年齢 | 所属党派 | 新旧別 | 得票数  | 得票率 | 推薦・支持 |
| -------- | ---- | -------- | ------ | ------- | ------ | ---------- |
| 岩田昭人 | 59   | 無所属   | 新     | 6,549票 | 46.9%  | -          |
| 村田幸隆 | 60   | 無所属   | 新     | 4,649票 | 33.3%  | -          |
| 奥田尚佳 | 41   | 無所属   | 前     | 2,385票 | 17.1%  | -          |
| 榎本順一 | 59   | 無所属   | 新     | 368票   | 2.6%   | -          |

2010年に愛知県春日井市で自分が経営する学習塾で教え子の女子生徒の体を触ったわいせつ行為の容疑で愛知県青少年保護育成条例違反に問われ、起訴された。2013年3月に名古屋地裁で懲役6月、執行猶予3年の判決が言い渡された。同年6月の尾鷲市議会議員選挙に立候補し最下位で当選。次点と8票差だった。7月の名古屋高裁での判決も一審の地裁判決を支持し、控訴を棄却した。10月の最高裁での判決も「上告棄却」の決定で、有罪が確定した。12月に尾鷲市議会は奥田に対する議員辞職勧告決議案が可決されたが、辞職はしなかった。
2017年の市議選で再選。

### 2021年尾鷲市長選挙
2021年の尾鷲市長選挙に立候補したが、現職の加藤千速に敗れて落選した。
※当日有権者数：15,103人 最終投票率：73.18%（前回比：-4.71pts）
| 候補者名 | 年齢 | 所属党派 | 新旧別 | 得票数  | 得票率 | 推薦・支持 |
| -------- | ---- | -------- | ------ | ------- | ------ | ---------- |
| 加藤千速 | 72   | 無所属   | 現     | 7,095票 | 65.5%  | -          |
| 野田拡雄 | 64   | 無所属   | 新     | 2,084票 | 19.2%  | -          |
| 奥田尚佳 | 53   | 無所属   | 元     | 1,658票 | 15.3%  | -          |

2024年8月11日投開票の尾鷲市議会議員補欠選挙（定数2）に立候補したが候補者3人中最下位で落選。